# Robert Brent Thirsk
Robert Brent Thirsk Dr. (New Westminster, Brit Columbia, 1953. augusztus 17.–) kanadai mérnök, orvos, a Kanadai Űrügynökség űrhajósa. Teljes neve Robert Brent "Bob" Thirsk.

## Életpálya
1976-ban a University of Calgary-n üzemmérnöki oklevelet kapott. 1978-ban megvédte diplomáját. 1982-ben gépészmérnöki diplomát kapott, és ugyanebben az évben orvosi diplomát is szerzett.
1983. december 5-től részesült űrhajóskiképzésben a Lyndon B. Johnson Űrközpontban, valamint a Jurij Gagarin Űrhajós Kiképző Központban. Két űrszolgálata alatt összesen 204 napot, 18 órát és 30 percet töltött a világűrben. Kanadai rekorder űrrepülésben (187 nap, 20 óra és 42 perc), és ő töltötte a legtöbb időt a világűrben a kanadai űrhajósok közül. Az első űrhajós, aki tiszteletbeli doktori címet kapott az űrállomáson végzett munkájáért. Ő írta az első olyan cikket, amely akkor jelent meg, amikor még az űrsiklón tartózkodott. Kutatási, kísérleti munkája mellett tesztelte az anti-gravitációs öltönyt, amely segítheti, hogy az űrhajósok ellenálljanak a hosszabb űrrepülés okozta szív- és érrendszeri elváltozásoknak. 1993-tól 1994-ig a Kanadai Űrügynökség (CSA) űrhajósainak vezetője volt. Igazgatója a Nemzetközi Űrállomás Egyetemének, amelyet alapítvány üzemeltet. 2012 augusztusában a Kanadai Egészségügyi Kutatóintézet alelnöke lett.

## Űrrepülések
- STS–78 a Columbia űrrepülőgép küldetésfelelőse. Első szolgálata alatt összesen 16 napot, 21 órát és 48 percet töltött a világűrben. 46 kísérletet vezényelt le az élet (orvostudomány) és az anyagtudomány területén. Ezeket a műveleteket az űrsikló által vitt gravitációs kabinban végezték. Az életkísérletek között a növények, az állatok és emberek mellett az űrrepülés körülményei is szerepeltek. Az anyagok kísérletei között vizsgálták a fehérjekristályosítást, a folyadékdinamikát és magas hőmérsékleten a többfázisú anyagok megszilárdulását.
- Szojuz TMA–15 fedélzeti mérnöke/az ISS fedélzetén speciális kutató. Ő volt az első kanadai űrhajós, aki Szojuz űrhajóval repült. Kutatásának alapelve volt, hogy orvosként olyan kísérleteket végezzen, illetve olyan eszközöket használjon, amelyek segítik az űrben történő tartózkodást, csökkentve az egészségi károsodásokat.

Ez volt az első alkalom, hogy két kanadai űrhajós tartózkodott egy időben a világűrben, valamint találkoztak az ISS fedélzetén. Második űrszolgálata alatt összesen 187 napot, 20 órát és 42 percet töltött a világűrben.

### Tartalék személyzet
- STS–41–G a Challenger űrrepülőgép küldetés specialistája.
- Szojuz TMA–6 fedélzeti mérnök